# Volvarina tessae
Volvarina tessae is een slakkensoort uit de familie van de Marginellidae. De wetenschappelijke naam van de soort is voor het eerst geldig gepubliceerd in 2007 door Cossignani.